# 江東区立大島南央小学校
江東区立 大島南央小学校（こうとうくりつ おおじまなんおうしょうがっこう）は、東京都江東区大島四丁目にある区立小学校。

## 沿革
- 2007年（平成19年）4月1日[1] - 大島中央小学校と大島南小学校が統合されて開校。

## 教育目標
人間尊重の精神を基調とし、地域を愛し心身ともに健康で人間性豊かな児童を育成し、児童が将来国際社会からの信頼を得て、 貢献することを期し、次の目標を設定する。
- 学びつづける子（進んで学び、深く考える子を育てる）
- みとめあう子（進んで働き、みんなのために助け合える子を育てる）
- たくましい子（進んで体を鍛え、やさしい心をもつたくましい子を育てる）

## 交通
都営新宿線大島駅より徒歩10分

## 学校行事
- 4月 - 始業式、入学式
- 5月 - 全校遠足
- 10月 - 運動会
- 11月 - 学芸会
- 3月 - 卒業式

## 主な出身者
- 鈴木輝江（女優）※大島中央小学校卒
- 日原麻貴（女優・歌手・アイドル）※大島中央小学校卒
- 大内志織（バレーボール選手）

## 学校周辺
- 江東区立大島四丁目公園 - 敷地が隣接。
- 江東区大島第五保育園（公設民営保育園） - 江東区道をはさんで、敷地が隣接。かつ進級前保育園のひとつ。
- 江東区立大島四丁目第二公園
- 江東区第二保育園（公設民営保育園）
- 小名木川
- UR都市再生機構大島4丁目団地
- 江東区子ども家庭支援センター
- 江東区立大島西中学校